# Casole d'Elsa
Casole d'Elsa é uma comuna italiana da região da Toscana, província de Siena, com cerca de 2.924 habitantes. Estende-se por uma área de 148 km², tendo uma densidade populacional de 20 hab/km². Faz fronteira com Castelnuovo di Val di Cecina (PI), Chiusdino, Colle di Val d'Elsa, Monteriggioni, Pomarance (PI), Radicondoli, Sovicille, Volterra (PI).

## Demografia
| Variação demográfica do município entre 1861 e 2011                               |
|                                                                                   |
| Fonte: Istituto Nazionale di Statistica (ISTAT) - Elaboração gráfica da Wikipedia |